# Edward Dube
Edward Dube (ur. 12 maja 1962 w Chiramanzu) – zimbabwejski przywódca religijny i misjonarz, siedemdziesiąty Kościoła Jezusa Chrystusa Świętych w Dniach Ostatnich (od 2013). Konwertyta, chrzest przyjął w 1984. Służbę misyjną odbywał początkowo w misji johannesburskiej, później w misji z siedzibą w Harare. Zawodowo związany z Kościelnym Systemem Edukacji. Otrzymywał liczne powołania w ramach swej wspólnoty religijnej, w tym prezydenta misji mormońskiej w Harare oraz prezydenta palika i siedemdziesiątego obszaru. Poparty jako siedemdziesiąty wchodzący w skład władz naczelnych (2013), dwukrotnie przemawiał podczas Konferencji Generalnej. Zasiadał w prezydiach obszaru odpowiedzialnych za zachód, południowy wschód oraz południe Afryki. Wymieniany wśród potencjalnych kandydatów na członka Kworum Dwunastu Apostołów.

## Życiorys

### Pochodzenie i konwersja
Przyszedł na świat w Chiramanzu w ówczesnej Federacji Rodezji i Niasy, krótko istniejącym związku trzech kolonialnych posiadłości brytyjskich w południowej Afryce. Po jego rozwiązaniu w 1963 rodzinna miejscowość Dubego znalazła się w ramach Rodezji Południowej, niedługo zaś później, w wyniku przemian politycznych, w Rodezji (1965). Od 1980, zatem od momentu ogłoszenia uznanej międzynarodowo niepodległości i przejęciu władzy przez czarnoskórą większość, ojczyzna Dubego nosi nazwę Zimbabwe.
Wychował się w rodzinie katolickiej. Jest synem Clementa Nzuwy Matarirano i Rosemary Alfredo Moyo Dube. Z mormonizmem zetknął się w 1981, pracując jako służący w domu niejakiego Leastera Heatha. Heath, będący członkiem Kościoła Jezusa Chrystusa Świętych w Dniach Ostatnich, podarował mu Księgę Mormona. Początkowo Dube nie przejawiał nią większego zainteresowania, dopiero po dwóch latach postanowił zaznajomić się z jej treścią. W późniejszych wywiadach wspominał, że szczególne wrażenie wywarło na nim wówczas świadectwo Josepha Smitha umieszczone na początku większości wydań tej świętej dla mormonów księgi. W gminie Kwekwe, jednostce kościelnej, w obrębie której ówcześnie mieszkał, nie posługiwali w owym czasie misjonarze. Niemniej nie odstraszyło to Dubego i nie powstrzymało go to od kontaktów z Kościołem. W lutym 1984, na zaproszenie jednego z miejscowych świętych w dniach ostatnich, pojawił się na spotkaniu sakramentalnym w niedzielę postną. Spotkania takowe w mormońskiej kulturze są okazją do tego, by wierni mogli publicznie złożyć swoje świadectwa, osobiste zapewnienia o prawdziwości kościelnej doktryny. Po przekroczeniu progu kaplicy początkowo czuł się wyjątkowo nieswojo, w pewnym momencie chciał ją nawet pospiesznie opuścić. Usiadł w jednym z ostatnich rzędów sali sakramentalnej, wciąż bardzo zdenerwowany. Miał wrażenie, że ze zgromadzonymi wiernymi w zasadzie nic go nie łączy i że jest traktowany przez nich niczym sługa. Postanowił niemniej pozostać w budynku i przysłuchiwać się zebranym. Świadectwa prezydenta gminy oraz pozostałych świętych dotyczyły Księgi Mormona, zatem aspektu mormońskich wierzeń, z którym Dube czuł już wówczas pewien emocjonalny i prawdopodobnie duchowy związek. Dodało mu to wyraźnie odwagi i pozwoliło na złożenie własnego świadectwa o prawdziwości Księgi Mormona jeszcze podczas tego samego spotkania. Został ochrzczony zaledwie kilka miesięcy po opisanym spotkaniu, bo już 19 sierpnia 1984. Uprzednio krótko pobierał specjalnie przygotowane lekcje od przybyłych do gminy Kwekwe misjonarzy, jako osoba, którą w mormońskim żargonie określa się mianem zainteresowanego.

### Wykształcenie, aktywność zawodowa i społeczna
Dube podjął początkowo studia z zakresu przedsiębiorczości na Uniwersytecie Południowej Afryki. Ostatecznie niemniej ukończył studia z zakresu edukacji na zimbabwejskim E.D. College w 1992. Związał się zawodowo z sektorem edukacyjnym, znajdując zatrudnienie w strukturach mormońskiego Kościelnego Systemu Edukacji (CES). Przez kilkanaście lat podróżował jako przedstawiciel CES po Zimbabwe i okolicznych krajach, takich jak Malawi czy Zambia, nadzorując ekspansję kościelnej sieci edukacyjnej, w tym tworzenie seminariów i instytutów w regionie.

### Posługa w Kościele
Posługiwał w rozmaitych powołaniach w ramach Kościoła Jezusa Chrystusa Świętych w Dniach Ostatnich. Misję, w kulturze mormońskiej tradycyjnie będącą przede wszystkim obowiązkiem młodych mężczyzn, odbył między 1986 a 1988. Początkowo przydzielony do misji z siedzibą w południowoafrykańskim Johannesburgu, po jej reorganizacji oraz wydzieleniu z niej misji obejmującej wyłącznie Zimbabwe został skierowany do służby w misji z siedzibą w Harare (1987). Podczas swej służby misyjnej, próbując zachęcić do powrotu do aktywnego członkostwa w Kościele pewną zamieszkałą w Bulawayo kobietę, dowiedział się o motywowanych względami rasowymi ograniczeniach nakładanych w mormonizmie na wiernych afrykańskiego pochodzenia. Aż do 1978 bowiem wierni wywodzący się z Afryki bądź mający afrykańskie korzenie nie mieli wstępu do świątyń. Mężczyźni natomiast nie mogli być posiadaczami kapłaństwa. Dube dowiedział się o tym dopiero od męża kobiety, którą próbował wraz ze swym misyjnym towarzyszem zaktywizować, profesora teologii związanego z inną denominacją. Opisując później swoją reakcję otwarcie przyznawał, że nikt ze współwyznawców nie powiedział mu o tym wcześniej. Informacja ta zasmuciła go bardzo mocno i wyraźnie zakłopotała. Wątpliwości pomógł mu przezwyciężyć służący wraz z nim misjonarz, który zapytał, czy Dube wierzy w to, że Bóg Ojciec oraz Jezus Chrystus objawili się młodemu Josephowi Smithowi w 1820. Gdy Dube odpowiedział twierdząco, jego towarzysz misyjny dodał, że święci w dniach ostatnich wierzą w objawienie. Wywarło to znaczne wrażenie na chwilowo wątpiącym Dube, który na kilka godzin pogrążył się w myślach. Kolejnej nocy wybudził się ze snu, obudził swego towarzysza i radośnie podskakując zaczął wykrzykiwać, że Bóg Ojciec i Syn Boży istotnie ukazali się Josephowi Smithowi oraz że Kościół w którym ówcześnie służył jako misjonarz, istotnie jest Kościołem Pana. Uświadomił sobie że, w zgodzie z mormońską doktryną, ciągłość objawienia oznacza, iż pewne procesy czy procedury ujawniane są przez Boga w określonym czasie, zawsze za pośrednictwem żyjących proroków. Wniosek ten, spójny w zasadzie z mormońską ortodoksją, uspokoił Dubego i rozwiał jego wątpliwości.
Po ukończeniu swej służby misyjnej Dube pozostał aktywnym członkiem swej nowej wspólnoty religijnej. Wyświęcany kolejno jako prezydent kworum starszych, prezydent gminy oraz prezydent dystryktu. Powołany następnie jako prezydent palika (1999), jako pierwszy Zimbabweńczyk kierujący tą właśnie jednostką kościelną, porównywalną do diecezji w Kościele katolickim. Zasiadał w prezydium misji, wreszcie między 2009 a 2012 kierował misją w Harare, tą samą, w której dwie dekady wcześniej sam odbywał służbę misyjną. Również jako prezydent misji, a nie jedynie jak wspomniany prezydent palika, był pierwszym czarnoskórym wiernym, któremu powierzono to powołanie w Zimbabwe. Już wówczas, a zatem jeszcze zanim włączono go w szeregi władz naczelnych Kościoła, zwracano uwagę na zdolności przywódcze Dubego. Starszy Keith R. Edwards, który miał okazję współpracować z nim między 2000 a 2003, porównywał go w zimbabwejskim kontekście do Brighama Younga oraz Wilforda Woodruffa, odpowiednio drugiego i czwartego prezydenta Kościoła. Wskazywał też, że posiada jasną wizję tego, w jaki sposób mormońskie przesłanie ma funkcjonować i co powinno osiągnąć w jego własnym kontekście kulturowym. 
Dube umiejętnie dopasowuje mormońskie przesłanie ewangeliczne do afrykańskiej kultury. W 2016 wskazywał na wyraźne podobieństwa między afrykańskim modelem rodziny a tym cenionym i uznawanym za wzorcowy przez Kościół. Dostrzegał też paralele między tradycyjnym mormońskim podejściem do redystrybucji dóbr a wspólnotowym sposobem życia wielu afrykańskich społeczeństw.
Bezpośrednio przed tym, gdy został poparty jako siedemdziesiąty wchodzący w skład władz naczelnych, krótko posługiwał jako siedemdziesiąty obszaru. Różnica między tymi urzędami w kapłaństwie Melchizedeka jest nie tyle teologiczna, co raczej czysto organizacyjna. Siedemdziesiąty obszaru posiada upoważnienie do posługi jedynie na określonym obszarze. Oczekuje się od niego też, że będzie wykonywał to powołanie bez porzucania swojej świeckiej pracy, z reguły przez pięć bądź sześć lat. Siedemdziesiąty wchodzący w skład władz naczelnych natomiast może posługiwać w którymkolwiek miejscu, zawsze pod przewodnictwem Pierwszego Prezydium oraz Kworum Dwunastu Apostołów. Jako siedemdziesiąty obszaru Dube został poparty 31 marca 2012, podczas 182. Konferencji Generalnej, z jednoczesnym przydziałem do Trzeciego Kworum Siedemdziesięciu. Otrzymał upoważnienie do posługi w obszarze nadzorującym południowo-wschodnią część Afryki.

### We władzach naczelnych
6 kwietnia 2013 został poparty jako siedemdziesiąty wchodzący w skład władz naczelnych Kościoła. Tym samym, zgodnie z wersetem dwudziestym piątym 107. rozdziału Nauk i Przymierzy, jest uznawany za szczególnego świadka. Do jego zadań należy, zgodnie z wersetami trzydziestym czwartym oraz trzydziestym ósmym tegoż samego rozdziału, wspomaganie Kworum Dwunastu Apostołów w budowaniu Kościoła i regulowaniu wszystkich jego spraw.
Przydzielony został do Pierwszego Kworum Siedemdziesięciu. Jako członek władz naczelnych zasiadał między innymi w prezydium obszaru nadzorującego Afrykę Zachodnią (pierwszy doradca) oraz prezydium obszaru odpowiadającego za południowy wschód Afryki (również jako pierwszy doradca). Od 1 sierpnia 2022 zasiada w prezydium obszaru odpowiedzialnego za południe Afryki (jako prezydent). Pełnił funkcję zastępcy dyrektora wykonawczego w kościelnym departamencie historii rodziny. Na tym stanowisku odpowiadał za Afrykę oraz za kraje Pacyfiku. Jest pierwszym w historii Kościoła członkiem władz naczelnych pochodzącym z Zimbabwe oraz drugim czarnoskórym Afrykańczykiem w ogóle zasiadającym we władzach naczelnych. 20 grudnia 2020 przewodniczył ceremonii przełamania gruntu oraz poświęcenia miejsca pod budowę świątyni mormońskiej w Harare. Odmówił też wówczas modlitwę poświęceniową, podkreślając w niej że wznoszenie świątyni powinno być połączone ze wznoszeniem serc wiernych do Boga Ojca oraz Jezusa Chrystusa. Gościem ceremonii był prezydent Zimbabwe Emmerson Mnangagwa.
Jakkolwiek zgodnie z doktryną Kościoła nowi członkowie Kworum Dwunastu Apostołów są powoływani poprzez objawienie, Dube pojawiał się w mediach, zarówno mormońskich jak i zewnętrznych, jako jeden z potencjalnych kandydatów do tego drugiego co do ważności kworum kapłańskiego we wspólnocie. Jego nazwisko pojawia się zwłaszcza w kontekście ogromnego wzrostu liczebnego w Afryce, połączonego z coraz wyraźniejszą obecnością Afryki w strukturze organizacyjnej Kościoła. W analizie z 2020 zauważono, że afrykańscy członkowie stanowili około czterech procent całej populacji wiernych. Byli niemniej zgrupowani w palikach stanowiących już nieco ponad pięć procent wszystkich ówcześnie zorganizowanych palików. Ten sam tekst dostrzegał jego potencjalne włączenie do Kworum Dwunastu jako przejaw polityki większej otwartości, zwłaszcza wobec grupy historycznie w Kościele dyskryminowanej. Przyglądając się z kolei dyskutowanemu awansowi Dubego w ramach szerszych trendów obecnych wśród najwyższych szczebli mormońskiej hierarchii zauważa, że wyróżnia się on pośród innych siedemdziesiątych z długim stażem z uwagi na swój relatywnie niezaawansowany wiek. Potencjalnie zwiększa to jego szanse na wybór. Przeciwko szybkiemu wyniesieniu Afrykańczyka miałby z kolei przemawiać fakt, iż nigdy nie posługiwał on w Prezydium Siedemdziesięciu, jak również nie zasiadał w Przewodniczącej Radzie Biskupiej. Nie kierował też jak dotąd żadnym z należących do Kościoła uniwersytetów.
Spekulacje takowe, choć mogą się wydawać dziwne w grupie utrzymującej, iż wiedziona jest przez objawienie, można wszelako zrozumieć lepiej, mając na uwagę to, że Pierwsze Prezydium może rozważać wielu potencjalnych kandydatów, natomiast za natchniony uznaje się dopiero wybór tego, który ostatecznie otrzymuje powołanie oraz zostaje ustanowiony na tym urzędzie. Objawienie jest w mormonizmie pojęciem bardzo pojemnym i wielopoziomowym. Ponadto święci w dniach ostatnich specyficznie postrzegają sam Kościół, którego są członkami. Uważają bowiem sam sposób, w jaki jest on zorganizowany, za boski i niebiański w swej naturze. W oczywisty sposób sprzyja to teologizowaniu nawet tylko potencjalnych zmian personalnych we władzach wspólnoty.
Jako członek władz naczelnych Dube dwukrotnie przemawiał podczas Konferencji Generalnej, w październiku 2013 oraz w kwietniu 2021. Odwołując się do pism świętych, własnych doświadczeń życiowych oraz historii Kościoła i nauk współczesnych proroków, wzywał wiernych do podążania naprzód z wiarą. Prosił także, by zjednoczyli się wokół wspólnego celu, którym ma być przyniesienie nieśmiertelności i życia wiecznego człowiekowi. Podkreślił przy tym, jak istotne jest to, by nie tylko wierzyć, ale też wierzyć konkretnie w Boży plan dla każdej osoby. Poruszał także temat służby, motywu bardzo istotnego tak w mormońskiej myśli jak i kulturze, służby, która powinna być niesiona z miłością i wdzięcznością, pomimo wielkich cierpień przynoszonych przez życie, która wykonywana w sposób właściwy jest w istocie świętą i radosną pracą przyprowadzania dusz do Chrystusa.

### Życie prywatne
Swą żonę, Naume Keresię Salazini, poznał jeszcze podczas własnej służby misyjnej. Nauczał ją przez pewien czas, później natomiast, już po zwolnieniu z obowiązków pełnoczasowego misjonarza, podtrzymał z nią kontakt. Naume była już wówczas ochrzczonym członkiem Kościoła. Wzięli ślub 9 grudnia 1989 w Kwekwe. Dwa i pół roku później, 15 maja 1992, w świątyni w Johannesburgu zostali połączeni na wieczność dzięki obrzędowi pieczętowania. Doczekali się czwórki dzieci.